# Желибо, Павел Николаевич
Желибо Павел Николаевич (род. 22 июля 1979 года, Чита, РСФСР, СССР) — российский общественный и политический деятель в Республике Бурятия, программист, юрист, автор стихов и песен, а также ряда статей и публичных высказываний, вызвавших неоднозначную оценку критиков, последователь и яркий защитник творчества Николая Викторовича Старикова. Председатель регионального отделения всероссийской политической партии «Партия Великое Отечество» в период с 2013 по 2019 гг., руководитель регионального отделения общественного движения «Патриоты Великого Отечества».

## Биография
В 1996 году окончил Телембинскую среднюю фермерскую школу в селе Телемба Еравнинского района Республики Бурятия.
В 2001 году окончил Восточно-Сибирский технологический университет (город Улан-Удэ) по специальности инженер-программист, о чем сказано на сайте ВУЗа в соответствующем разделе с пометкой "выдающийся выпускник".
В 2007 году в том же высшем учебном заведении получил второе высшее образование по специальности юриспруденция.
С 1999 по 2001 гг. работал в Бурятской государственной сельскохозяйственной академии им. В. Р. Филиппова
В период 2001 по 2005 гг. осуществлял трудовую деятельность в коммерческих организациях ООО «Ориент», ООО «Землеустроитель».
С 2005 по 2015 гг. работал в бюджетном учреждении Республики Бурятия «Гостехинвентаризация — Республиканское бюро технической инвентаризации»
C 2010 по 2013 год кадастровый инженер. Аттестат кадастрового инженера аннулирован 08.10.2013 по причине принятия более чем десять раз в течение календарного года органом кадастрового учёта решений об отказе в осуществлении кадастрового учёта по основаниям, связанным с грубым нарушением кадастровым инженером требований, установленных Законодательством.
С 2015 г. работает с филиале АО «ЦИУС ЕЭС» — ЦИУС Сибири.

## Трудовая деятельность
В период трудовой деятельности в бюджетном учреждении Республики Бурятия «Гостехинвентаризация — Республиканское бюро технической инвентаризации» (ликвидировано на основании постановления правительства Республики Бурятия в сентябре 2015 года) в должности заместителя директора по общим вопросам П.Н.Желибо осуществлял непосредственное руководство работами по переоценке (пересчету инвентаризационной стоимости) имущества физических лиц (объектов недвижимости) на основании сведений архивов БТИ, что привело к резкому повышению налога, вызвавшего негативную оценку жителей Бурятии . Повышение инвентаризационной стоимости объектов капитального строительства (общая инвентаризационная стоимость объектов капитального строительства в Бурятии в 2011 году — 35 556 825 тыс. рублей, после переоценки в 2012 году — 108 905 000 тыс. рублей) позволило увеличить собираемость налога на имущество физических лиц в Бурятии более чем в 3,5 раза: в 2011 году поступило — 9 988 881,5 рублей, после проведения работ по переоценке в 2012 году поступило — 35 230 598,99 рублей (Вопрос № 5. Анализ налогового потенциала местных имущественных налогов: коллегии от 05.06.2013 года). Впоследствии оцифрованные архивы БТИ легли в основу кадастра объектов недвижимости для начисления налога на имущество физических лиц с их кадастровой стоимости.

## Общественная и политическая деятельность
Как общественный деятель дебютировал в 2010 году, вместе с соратниками организовал и возглавил некоммерческую организацию «Кадастровые инженеры Байкальского региона» (ликвидировано по решению суда). В рамках данной организации выступил против существенного ограничения предельных цен со стороны органов исполнительной власти в лице Министерства имущественных и земельных отношений Республики Бурятия тарифов на выполнение кадастровых работ, включая геодезические. Отстаивал точку зрения о том, что данное ограничение приведет к снижению поступления налогов от кадастровой деятельности, сокрытию части доходов предпринимателями, необоснованному повышению цен на сопутствующие услуги. Данные опасения впоследствии подтвердились выявлением ряда таких нарушений. В ходе судебных заседаний в Арбитражном и Верховном судах Республики Бурятия предпринял неудачную попытку оспорить нормативно правовые акты Правительства Республики Бурятия, регулирующие предельные цены на кадастровые работы.
В 2012 году примкнул к общественному объединению «Профсоюз Граждан России». В Бурятии региональное отделение так и не было сформировано.
В качестве директора некоммерческого партнерства, в период с 2011—2015 гг. входил в состав Общественного совета Росреестра в Республике Бурятия. В 2013 году предложил внести изменения в систему определения рейтинга кадастрового инженера в зависимости не только от количества отказов в постановке на кадастровый учёт, но и в зависимости объёма выполненной работы (количества подготовленных документов для постановки на кадастровый учёт объектов). Данная методика с небольшими изменениями применяется и в настоящее время.
В 2013 году совместно с соратниками, поддерживающими идеи лидера «Профсоюза Граждан России» Н. В. Старикова, зарегистрировал региональное отделение всероссийской политической партии «Партия Великое Отечество» (ликвидировано в июле 2020). После «раскола» и попыток перехвата управления внутри партии поддержал позицию Н. В. Старикова, с которым перешел в общественное движение «Патриоты Великого Отечества».
В 2014 году (11 марта) активисты регионального отделения в Республике Бурятия "Партии Великое Отечество" приняли участие в митинге с плакатами "УКРАИНА, СКАЖИ НЕТ ФАШИЗМУ!", организованным КПРФ. В ходе митинга П. Н. Желибо выступал с трибуны против «захвата власти в Киеве бандеровцами», поддерживаемыми «западом».
В 2015 году поддержал спорную инициативу установки памятника казакам — основателям Улан-Удэ (ранее Верхнеудинска).
На выборах в Государственную Думу Российской Федерации 2016 года выдвигался кандидатом от РО «Партия Великое Отечество» в Республике Бурятия. По результатам проверки подписных листов партии отказано в регистрации на выборах.
В ходе своей общественной деятельности замечен как активный участник различных публичных мероприятий, в некоторых СМИ получил оценку, как «скандально известный общественник». Являясь соратником Н. В. Старикова, активно выступал за аннексию Крыма Россией, противодействует якобы существующей угрозе официальных представителей Госдепа США, в том числе во время их визита в Улан-Удэ в 2015 и в 2016 гг.

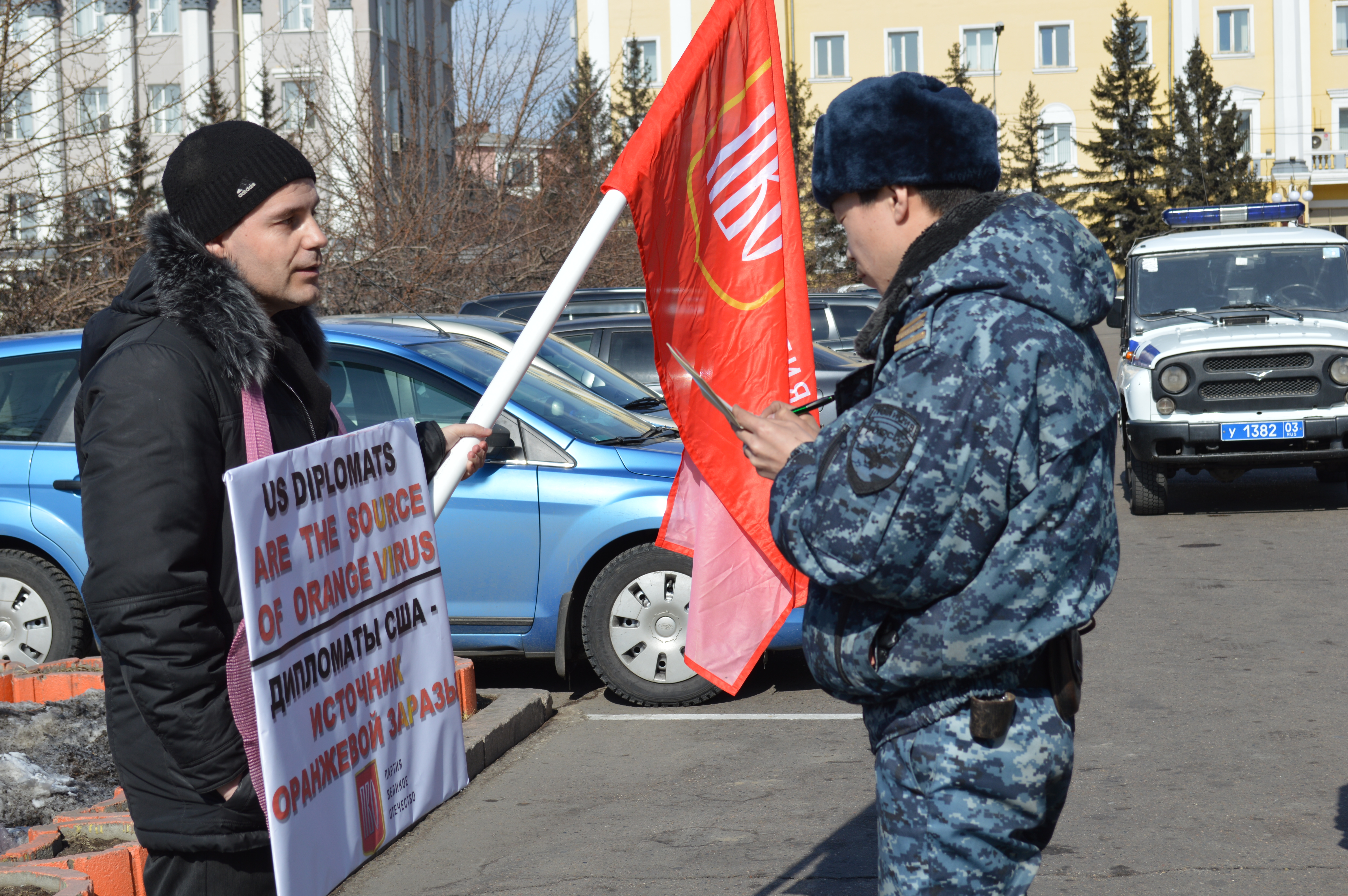
Павел Желибо у здания Правительства Республики Бурятия во время протеста против визита дипломатов США в Улан-Удэ в марте 2015 года

В публичных дебатах защищает деятельность такой неоднозначной фигуры, как И. В. Сталин, умалчивая тему репрессий в СССР периода его правления. В 2017 году предложил установить ему памятник в Улан-Удэ и вернуть название улицы, когда-то названную в его честь, считая его историческим (в настоящее время название — улица Коммунистическая), а в 2018 году высказал резко негативное отношение о прокате в России британского фильма «Смерть Сталина».
В 2016 году бурятское отделение «Партии Великое Отечество» под руководством Желибо П. Н. выступило с инициативой о полной отмене доплат из бюджета республики так называемым «VIP-пенсионерам» в Бурятии, проведя массовые пикеты на площади Революции и у здания Народного Хурала в Улан-Удэ. После активных уличных акций, организованных Желибо П.Н., их освещения в СМИ и постоянного прессинга со стороны журналистов на действующих депутатов, потенциальных "VIP-пенсионеров", в истории Бурятии впервые за многие годы такие доплаты снижены весной 2016 года, несмотря на достаточно жесткого противостояние. Данное снижение доплат к пенсиям бывшим чиновникам, включая и экс-главу Бурятии В. В. Наговицына, а также депутатам законодательно было закреплено всего на полгода. Это послужило положительным примером для политической воли нового руководства региона. Позже, в 2018 году, доплаты «VIP-пенсионерам» снижены по предложению Главы Бурятии А. С. Цыденова. Сокращение доплат к пенсии указанной категории граждан привело к экономии бюджета Республики Бурятии на 41,6 млн рублей в 2016 году, на 12,32 млн рублей в 2018 году и на 21 млн рублей в последующие годы ежегодно, начиная с 2019 года.

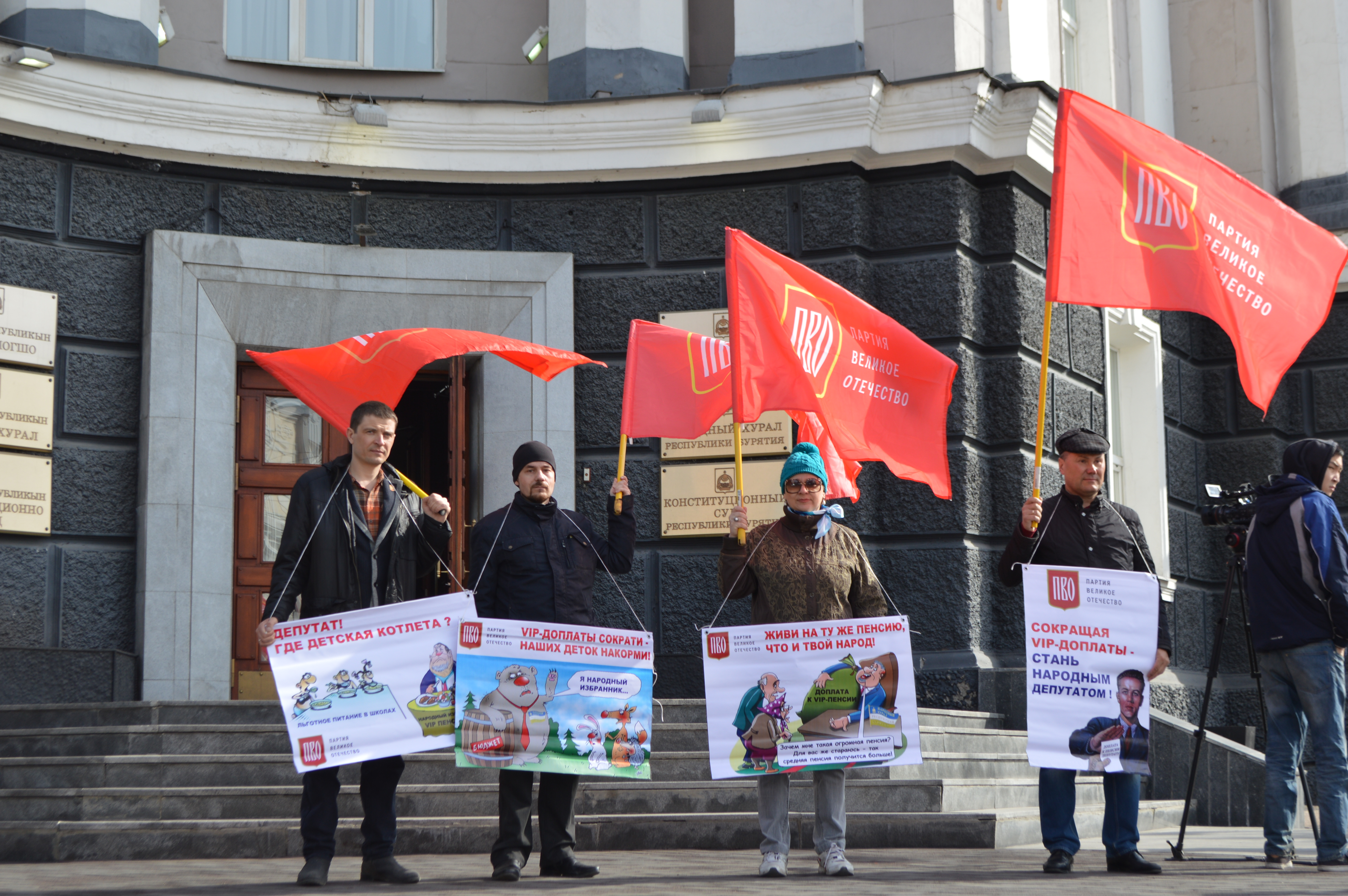
Павел Желибо во время протеста в апреле 2016 года против доплат к "VIP-пенсиям" (экс чиновникам и депутатам) у здания Народного Хурала

В мае 2016 года с однопартийцами принял участие в автопробеге «ЗА ЖИЗНЬ», поддержав акцию против абортов в России.
Летом 2016 года совместно с бывшими работниками бюджетного учреждения Республики Бурятия "Гостехинвентаризация - Республиканское БТИ" Желибо П.Н. собрал инициативную группу в защиту прав всех экс-работников по погашению образовавшихся в результате ликвидации в 2015 году организации долгов по заработной плате в общей сумме около 4,5 млн. рублей в отношении 63 (по иным сведениям 77) сотрудников. Благодаря активной и настойчивой деятельности в защиту нарушенных прав нескольких десятков человек, после неоднократного обращения в адрес Главы Бурятии (В.В.Наговицын с 2012 по 2017 гг.), а также в органы Прокуратуры и к Уполномоченному по правам человека в Республике Бурятия, удалось побудить Министерство строительства и модернизации жилищно-коммунального комплекса Республики Бурятия провести ряд рабочих встреч с инициативной группой и выработать последовательные шаги по погашению образовавшейся задолженности, включая меры по ее полному погашению из бюджета республики. Долги по заработной плате перед всеми бывшими работниками государственного бюджетного учреждения погашены в декабре 2016 года, нерасторопные чиновники привлечены к ответственности.
В августе 2016 года (по истечении 455 дней после первичного обращения) без каких либо финансовых затрат в результате длительной переписки, в том числе с Правительством и органами Прокуратуры Республики Бурятия, добился от Администрации города Улан-Удэ ремонта дорожного покрытия и устройства тротуара на углу здания, занимаемым Техникумом строительства и городского хозяйства Республики Бурятия, расположенным по адресу: город Улан-Удэ, ул. Терешковой, д.56, проезд (проход) с остановки "Лицей №24" к Республиканскому перинатальному центру (ул. Солнечная, д.4а) и во дворы жилых домов с адресами: г.Улан-Удэ, ул.Солнечная, д.19,21,23,25,27,29,31,33,35,37 и др., а также к социально значимым объектам "Детский сад №70 Солнышко", "Детский сад №53 СО РАН" и т.д. При этом на фотографии после ремонта нанес логотип и название Партии Великое Отечество (в источнике по ссылке) .
В 2017 году в ходе заседания Регионального координационного Совета выступил категорически против инициативы установления бэби-боксов в Улан-Удэ. По результату данного заседания принято резолютивное решение об отказе организации таких мест для оставления детей в Бурятии.
В 2018 году организовал одиночный пикет против легализации в России так называемых «гражданских браков» (без регистрации в органах ЗАГС), называя их «грехом блуда» (или блудным сожительством).
В 2019 году опубликована статья под авторством П. Н. Желибо «Монополизация власти в руках одной партии — опасность для государства», в которой описана точка зрения о происходящем многодневном протесте против руководства Бурятии, участие в котором приняли различные общественные и политические деятели Бурятии, активисты КПРФ, а также представители оппозиции и штаба Навального. В рамках статьи автор осудил не только действия руководителя КПРФ в Бурятии сенатора от Иркутской области Вячеслава Мархаева, но и раскритиковал деятельность партии власти («Единая Россия»), имеющей конституционное большинство в Государственной Думе.
В 2020 году выступил в поддержку внесения изменений в текст Конституции Российской Федерации.

## Семья
Женат, воспитывает двух дочерей.

## Взгляды
Павел Желибо является одним из сторонников деятельности Н. В. Старикова. По своим убеждениям консерватор, выступает против либерализма. Поддерживает интеграцию бывших республик СССР в новом образовании на примере Евразийского экономического союза (ЕАЭС). Выступает против членства России в ВТО, против введения ювенальной юстиции в России, причисляя к её элементам в том числе и законопроект о профилактике семейно-бытового насилия, отстаивает традиционные семейные ценности.
Выдвигает странные, на первый взгляд, противоречащие друг другу идеи: фактически по многим вопросам одобряет деятельность Сталина, воевавшего против белого движения, в то же время выступает против сноса памятника лидеру белого движения Колчаку в Иркутске, категорически против театральной постановки в бурятском театре драмы имени Х.Н.Намсараева о личности белоэмигранта Уржина Гармаева. В социальных сетях можно встретить фото П. Н. Желибо как в форме казака, так и в форме войск НКВД, которые фактически были противниками, при этом сотрудники структур, предшествующих НКВД, занимались расказачиванием казаков в СССР.
Такие свои противоречивые убеждения объясняет тем, что: «Необходимо от каждого периода истории нашей Родины (Российской империи, СССР, России) брать лучшее, воплощать в настоящем и развивать в будущем».
Озвучивает идею о том, что власть в России не однородна, а экс-председатель Правительства России Д. А. Медведев и Президент России В. В. Путин — это не единомышленники, а скорее всего конкуренты во власти, представляющие разные идеологии развития страны: «либералы» во главе с Д. А. Медведевым и «государственники» под руководством В. В. Путина. Критикует деятельность экономического блока Правительства Медведева (ушло в отставку в 2020 году), но в то же время фактически во всем поддерживает Президента России В. В. Путина, чем вызывает насмешки со стороны оппонентов. В защиту своих убеждений опубликовал ряд статей на различных интернет-ресурсах, включая блог Н.В.Старикова, партийный сайт и сайт общественного движения.

## Критика
В защиту принятого закона Республики Бурятия о регулировании предельных максимальных цен на кадастровые работы, отмену которого в судебном порядке инициировал П. Н. Желибо, а также по выявленным фактам допущенных нарушений закона высказался министр имущественных и земельных отношений Республики Бурятия Магомедова Маргарита Антоновна:
«Они немножко спекулируют сегодня своим положением, поскольку они эту работу знают, они раньше её выполняли. Для чего гражданину эти дополнительные условия? Догоняя свой, может быть, экономический интерес, пытаться полностью свалить наш закон.»
Против инициативы о сокращении доплат к пенсиям так называемым «VIP-пенсионерам», которые озвучены в том числе в ходе протестных акций, организованных П. Н. Желибо, выступили депутаты Народного Хурала Республики Бурятия.

Шаблон:Леонид Турбянов: 
«Я против отмены, потому что я против себя не могу! Я работал, замечаний, выговоров не имею! Почему я должен от чего-то отказываться?!».
Валерий Назаров: 
«Они должны обеспечить достойный период доживания! Я за!».
Председатель комитета Народного Хурала Республики Бурятия по экономической политике, профессор кафедры растениеводства и луговодства БГСХА им. В. Р. Филиппова г. Улан-Удэ Анатолий Григорьевич Кушнарев: 
«Пусть она будет, это определённый стимул. Потому что если её не будет у нас, к сожалению, стимул этот теряется и может быть даже качество.»
Опубликована оценка регионального отделении партии, возглавляемой П. Н. Желибо перед выборами 2016 года в Государственную Думу: «Державно-патриотические „лилипуты“ Бурятии тоже рвутся в Думу. Бурятские отделения „Родины“ и ПВО выдвинули своих кандидатов.»

После публикации статьи «Память об Отце народов в Бурятии» с инициативой установки памятника И. В. Сталину в Улан-Удэ в адрес П. Н. Желибо прозвучала достаточно жесткая критика со стороны оппонентов, которые оставили такие отзывы: 
«Пусть на дверь своей квартиры мемориальную доску приделает», «Сколько фриков развелось», «Надеюсь, вашу бредовую идею не поддержат в городской администрации», «Совсем памяти нет что ли? Амнезия? Или никто из ваших родственников не пострадал от сталинистов?».

Заместитель министра природных ресурсов Республики Бурятия Тумуреева Наталья Николаевна высказалась об инициативе П.Н.Желибо вернуть улице в Улан-Удэ более раннее название  в честь И.В.Сталина:
Если так сильно хотят организаторы, то пусть сначала хотя бы проведут социологическое исследование. И тогда посмотрим, много ли людей хотят переименования улицы. В последнее время что-то слишком часто стали вспоминать Сталина, это к чему? К тому, что мы возвращаем сталинский режим? На самом ли деле мы этого хотим?
На сайте Министерства культуры Республики Бурятия опубликовано мнение Александра Тармаханова, называющего самого Желибо П. Н. «сталинистом», а возглавляемое им региональное отделение Партии Великое Отечество — «кружок местных сталинистов»:
Уржина Гармаева нельзя назвать предателем – он не был гражданином СССР, не служил в Красной Армии, боролся с большевиками, так что предавать ему было некого и нечего. В какой-то степени он был даже последовательным человеком....По поводу, так называемого, «возвращения» улице Коммунистическая имени Сталина. Сталинистам надо забыть эту идею, может они не в курсе, но именно там стоит памятник жертвам политических репрессий 1930-1950 гг. Сталинисты, ну вы карту Улан-Удэ посмотрите, что ли.

## Дискография
На стихи П.Н.Желибо, написанные в период с 2000 года, под именем ПАВЕЛ ЖЕЛИБО на основных музыкальных площадках только с 2024 года начата запись и публикация релизов песен.
Август 2024:
- сингл "С тобою вдвоём" из дебютного альбома "Что такое жизнь"
- дебютный альбом "Что такое жизнь" (первоначальная редакция 2003 года), обновленный релиз вышел в августе 2024

Сентябрь 2024:
- сингл "Ушедшим друзьям", вошедший в альбом "Что такое жизнь"
- сингл "Русалка" из мистического альбома "Они давно здесь"
- сингл "Ох, уехали...!"
- сингл "Деревянный макинтош":

Октябрь 2024 (13 октября 2024):
- второй, мистический альбом "ОНИ ДАВНО ЗДЕСЬ" (первоначальная редакция 2004 года), обновленный релиз вышел в октябре 2024

Ноябрь 2024:
- сингл "ЦАРИЦА НЕБЕСНАЯ" (15 ноября 2024) - женский вокал, под именем МАРИНА ЖЕЛИБО
- сингл "Страшный Суд" (18 ноября 2024)
- третий альбом "НЕПОНЯТКИ" (первоначальная редакция 2005 года), обновленный релиз вышел 25 ноября 2024

Декабрь 2024:
- сингл "Бетон - человейник - тюрьма" (27 декабря 2024), трек записан на стихи в соавторстве с Николаем Домингес

Январь 2025:
- сингл "В Новогоднюю ночь" (7 января 2025)

Февраль 2025:
- сингл "День влюблённых" (7 февраля 2025)
- сингл "Рыжий водопад" (20 января 2025), трек записан на стихи Николая Домингес
- четвертый альбом "Кушать подано" (21 января 2025)

Март 2025:
- сингл "Город безотцовщина?" (7 марта 2025)
- сингл "А счастье любит тишину" (20 марта 2025)

Апрель 2025:
- сингл "Говори без мата!" (11 апреля 2025)

Май 2025:
- сингл "Подарившие жизнь" (9 мая 2025)
- сингл "Не убивай меня, мама!" (31 мая 2025) - женский вокал, под именем МАРИНА ЖЕЛИБО

июль 2025:
- альбом "Маски реальности" (04 июля 2025)

август 2025:
- альбом "Матрица счастья" (08 августа 2025)